# Michael Schofield
Michael Ross Schofield III (Orland Park, 15 novembre 1990) è un giocatore di football americano statunitense che milita nel ruolo di offensive guard per i Carolina Panthers della National Football League (NFL). Fu scelto nel corso del terzo giro (95º assoluto) del Draft NFL 2014. Al college ha giocato a football all'Università del Michigan

## Carriera

### Denver Broncos
Schofield fu scelto dai Denver Broncos nel corso del terzo giro del Draft 2014. Dopo non essere mai sceso in campo nella sua stagione da rookie, nella successiva disputò 13 gare come titolare nella stagione regolare e iniziò come partente anche il Super Bowl 50 dove conquistò il suo primo titolo nella vittoria per 24-10 sui Carolina Panthers.

### Los Angeles Chargers
Nel 2017 Schofield passò ai Los Angeles Chargers dove giocò per tre stagioni.

### Carolina Panthers
Il 2 maggio 2020 Schofield firmò con i Carolina Panthers.

## Palmarès

### Franchigia
- Super Bowl : 1

Denver Broncos: 50
- American Football Conference Championship: 1

Denver Broncos: 2015